# فاليا شولي
فاليا شولي هي بلدية في مقاطعة أرغيس في جنوب وسط رومانيا. وهي تتألف من تسع قرى هي: بوديلا، باربيليتي، بوروفينيتي، سيربوريني، مستوستيتي، روغيناسا، أونغوريني، فاليا إيياولي وفاليا أولوليوي.
متوسط هطول الأمطار هو 1,228 ملليمتر في السنة، ويبلغ عدد سكانها 1150 نسمة. يوجد بها أربع كنائس ومدرسة للفتيات ومدرسة للبنين.